# Chaszczuwate
Chaszczuwate (ukr. Хащувате, pol. Chaszczowata) – wieś na Ukrainie, w rejonie hajworońskim obwodu kirowohradzkiego, na wschodnim Podolu.
Prywatne miasto szlacheckie Chaszczowata położone w województwie bracławskim w prowincji małopolskiej Korony Królestwa Polskiego było w 1789 własnością Stanisława Szczęsnego Potockiego. Odpadło od Polski w wyniku II rozbioru. Pod zaborami siedziba gminy Chaszczowata w ujeździe hajsyńskim guberni podolskiej.